# Слава Болгарії (фільм)
Слава Болгарії, болг. Славата на България — болгарський художній фільм, драма 2004 року, сценариста та режисера Васіл Баркова. Оператор — Іван Тонєв, музика Антонія Дончєва.

## Актори
Ролі у фільмі виконують актори:
- Джоко Росіч
- Хрісто Шопов
- Йордан Спіров
- Деян Донков
- Благое Ніколіч